# Икономия от мащаба
Икономия от мащаба (също икономии от мащаба) е намаляването на разходите за производството на единица продукция в резултат на увеличаване на производството.
Това намаляване на разходите се постига, тъй като постоянните разходи се разпределят между по-голям брой единици продукция (продукти), а променливите разходи могат да бъдат допълнително намалени чрез закупуване на суровини и материали на едро. С увеличаване на производството може да се усъвършенства производственият процес и уменията на работниците, което да доведе до още по-голямо намаление на разходите. Икономиите от мащаба могат да бъдат вътрешни или външни. Вътрешните икономии помагат за измерването на ефективността на производството на компанията. Също така, намаляването на административните разходи може да доведе до спад в пределната производителност. Външните икономии обикновено се описват като оказващи влияние върху цялата индустрия. Те могат да доведат до спад в средните разходи, тъй като индустрията се разраства.